# Гинея

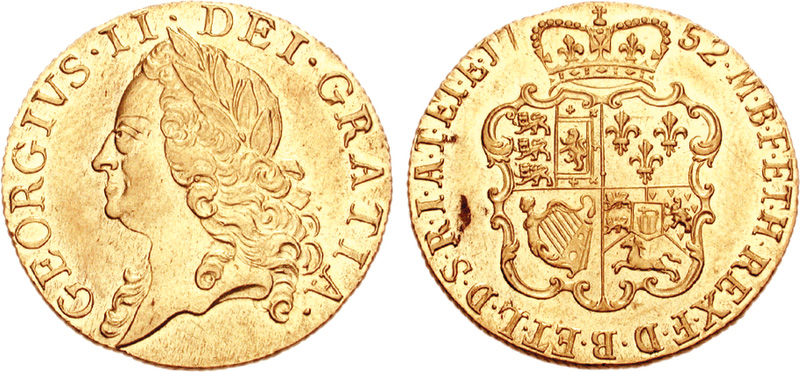
Гинея эпохи короля Георга II

Гине́я (англ. guinea [ˈɡɪniː]) — английская, затем британская золотая монета, имевшая хождение с 1663 по 1813 год.

## История
Впервые отчеканена в 1663 году из золота, привезённого из Гвинеи, отсюда и появилось её неофициальное название.
Прокламация короля Карла II (правил в 1660—1685 годах) 27 марта 1663 года придала монете статус основной золотой монеты королевства. Гинея была приравнена к 21 шиллингу (фунту стерлингов плюс ещё одному шиллингу).
Это была первая английская золотая монета, отчеканенная машинным способом. Вес гинеи колебался в пределах 8,3—8,5 г (содержание золота превышало 90 %), диаметр — 25—27 мм. Но в целом на протяжении полутора столетий (1663—1813 годы) качество монет оставалось достаточно стабильным.
В обращении находились золотые монеты достоинством в 1/2 гинеи, 1 гинею, 2 гинеи и 5 гиней (монета 5 гиней впервые выпущена Карлом II в 1668 году). Позже чеканились ещё более мелкие монеты: 1/4 гинеи (впервые Георг I в 1718 году, затем Георг III в 1762 году) и 1/3 гинеи (Георг III в 1797—1813 годах).
Нередко гинеи отражали происходящие исторические события.
В 1703 году на гинее и полугинее, отчеканенных из захваченного у испанцев во время Войны за испанское наследство золота, под портретом королевы вычеканили слово VIGO (по названию морского сражения, где было захвачено золото). Известна также золотая монета в 5 гиней с надписью VIGO. В настоящее время монеты с чеканкой VIGO — очень редкие монеты.
После заключения унии Англии и Шотландии (1707) изменилась легенда на реверсе монеты: теперь она гласила MAG BRI FR ET HIB REG (королева Великобритании, Франции и Ирландии).
Некоторые монеты 1729—1739 годов имеют отметку EIC под портретом монарха, обозначая происхождение золота, из которого чеканили монеты (East India Company).
В 1745—1746 годах были выпущены серебряные и золотые монеты, отчеканенные из металла, захваченного в результате пиратских рейдов в Тихом океане, а также разграбления южноамериканских колоний в период между 1741 и 1745 годами. Такие монеты были помечены надписью LIMA под портретом короля. В 1745—1746 годах было отчеканено золотых монет на 750 000, серебряных — на 130 000 фунтов стерлингов.
Стоимость золота относительно серебра постоянно менялась, соответственно, менялась стоимость гинеи в шиллингах. В 1680 году гинея уже приравнивалась к 22 шиллингам, позже стоимость достигла 23 шиллингов; наконец, королевской прокламацией в декабре 1717 года гинея была официально приравнена к 21 шиллингу.
В 1799 году в связи с начавшейся войной против Франции чеканка гиней прекратилась; продолжили чеканку только монет в полгинеи и треть гинеи. Взамен золотых гиней были выпущены банкноты.
В 1813 году после некоторого перерыва в последний раз был выпущен тираж 80 000 гиней. Эти деньги были предназначены для английской армии герцога Веллингтона на Пиренеях, а монета получила название «военной гинеи». На реверсе монеты был изображён орден Подвязки с девизом ордена.
В то время монеты из драгоценных металлов были дефицитом, и гинея составляла 27 шиллингов в банкнотах.
В 1817 году гинея была заменена золотым совереном, ставшим основной золотой монетой.
Сумма в 21 шиллинг до перехода в 1971 году на десятичную денежную систему в стране иногда называлась гинеей и применялась в качестве расчётной единицы. В гинеях указывались цены за дорогие товары (породистых лошадей, произведения искусства, дамские туалеты), гонорары.
Традиционно гинея используется в качестве валюты в лошадиных торгах. Одна гинея равна 1,05 фунта стерлингов.